# Österreichischer Platz (Sankt Petersburg)
Der Österreichische Platz (russisch Австрийская площадь) ist ein Platz im Viertel Petrogradski von Sankt Petersburg an der Kreuzung der Kamennoostrovsky-Prospekt mit der Mira-Straße. Die Fläche im Grundriss ist ein Achteck, das Gebäudeensemble besteht aus fünf Gebäuden.
Die ersten Gebäude an der Kreuzung des Kamennoostrowski-Prospekts und der Bolschaja-Oruzheynaja-Straße entstanden 1711. Im Auftrag der Rüstungskanzlei wurden 19 Lehmhäuser für Weber gebaut. Bis zum Beginn des 20. Jahrhunderts wurde ein beträchtlicher Teil der Fläche von Gemüsegärten eingenommen.
Der heutige Österreich-Platz wurde 1831 auf dem Generalplan von St. Petersburg skizziert, die endgültige achteckige Form wurde in den 1880er Jahren  genehmigt. Anfang des 20. Jahrhunderts begann der Bau von Mietshäusern. Neben dem 1900–1901 erbauten Lepenberg-Haus wurde die Bebauung des Platzes von Wassili Schaub geprägt. Seine Entwürfe führten zu unverwechselbaren Gebäuden im Stil des deutschen Jugendstils. Im Gegensatz zum Klassizismus, der für den Rest von Petersburg charakteristisch ist, ist das von Schaub entworfene Ensemble an der Schnittstelle zwischen Jugendstil und Neobarock angesiedelt. Kritiker bemerkten, dass der gesamte Platz wie vollständig aus einer deutschen Stadt hierherverpflanzt wirke.
Einer anderen Überlieferung zufolge ist der Platz als Miniaturkopie von Schloss Amalienborg.

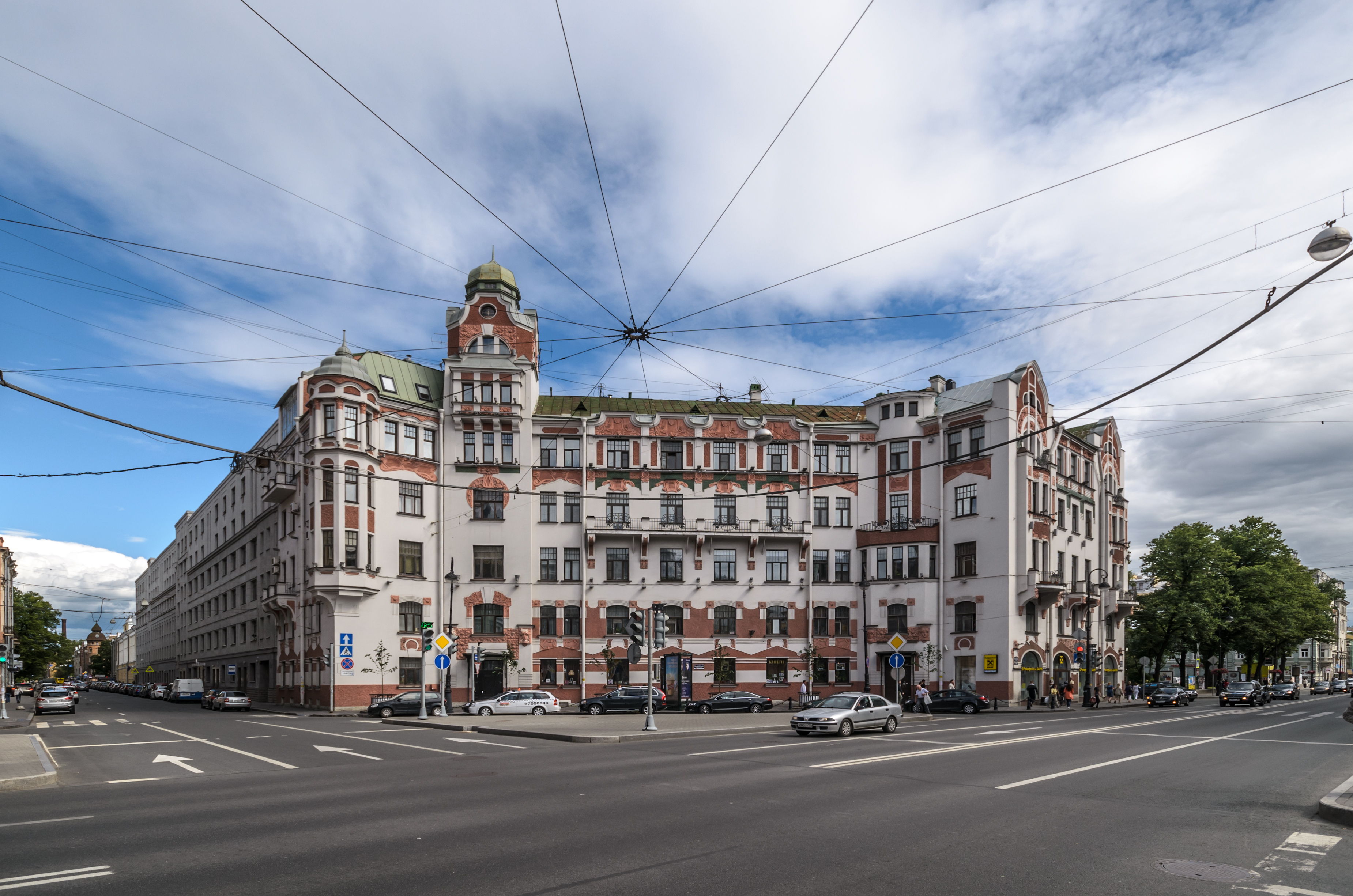
Österreichischer Platz – Kamennoostrovski Prospekt, Nr. 13
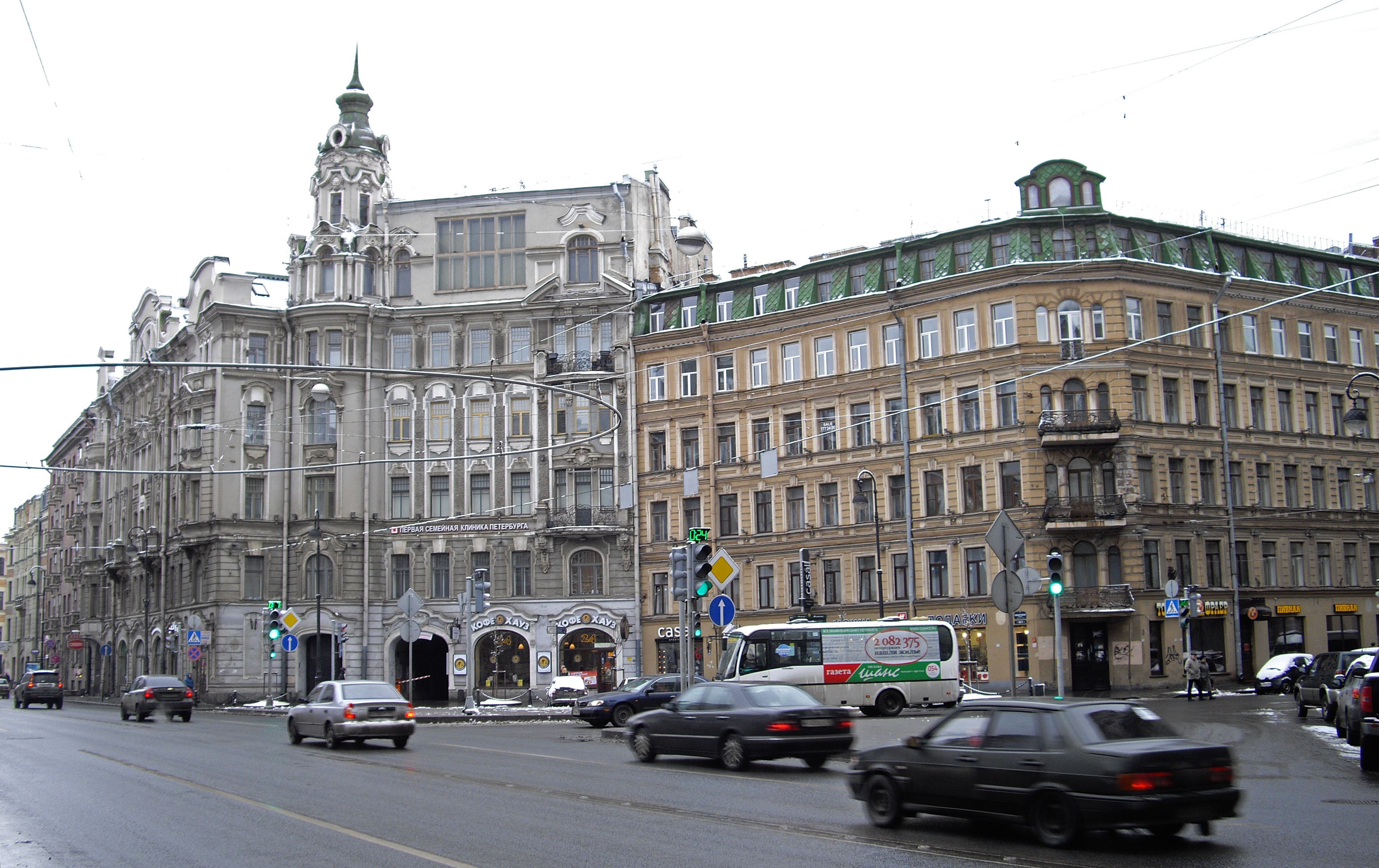
Österreichischer Platz – Kamennoostrovski Prospekt, Häuser von E. K. Lipgart (Nr. 16, links) und G. F. Lepenberg (Nr. 18, rechts)
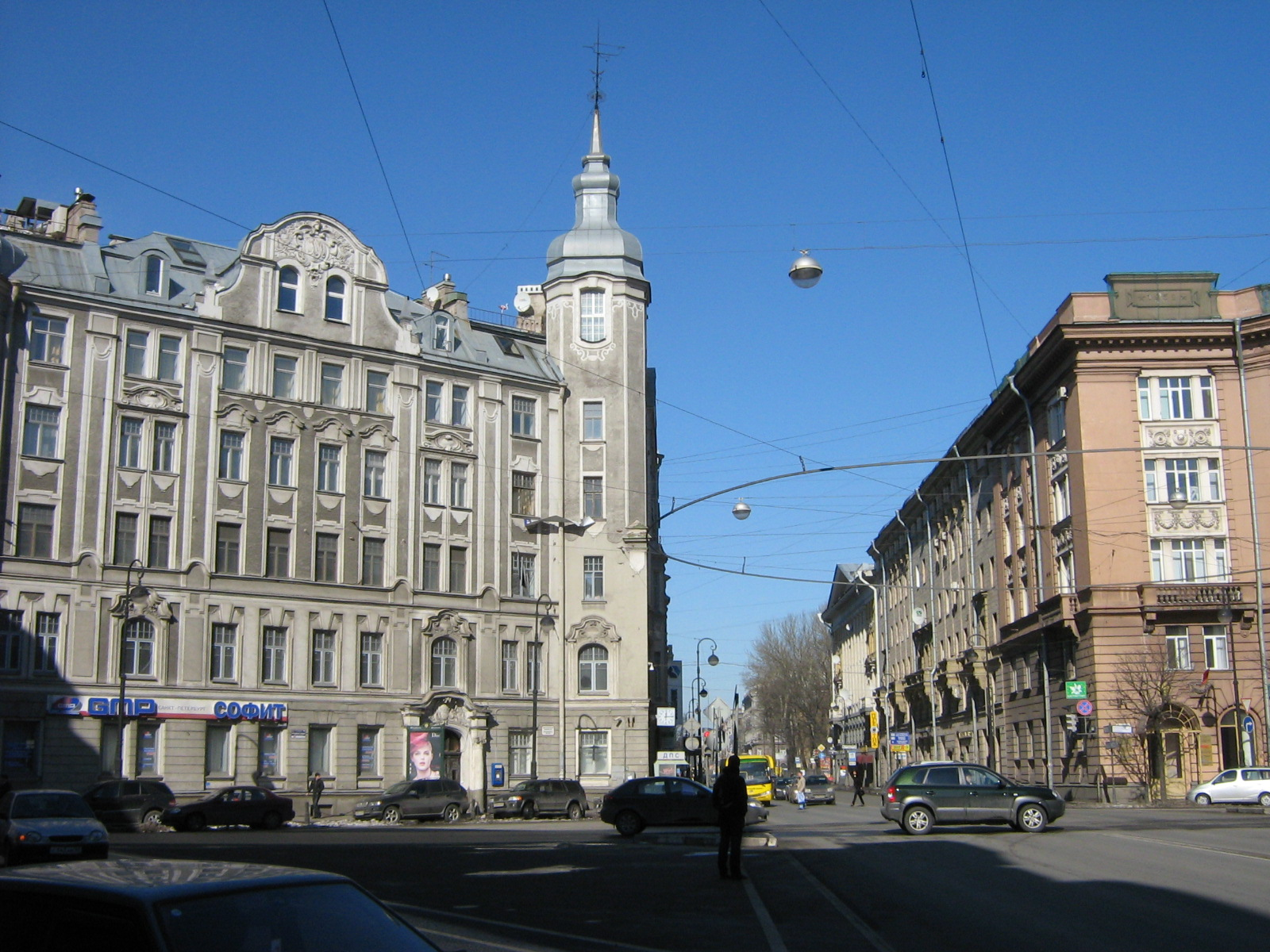
Österreichischer Platz. Mira-Straße 10 / Kamennoostrowski-Straße 20. Rechts: Mira-Straße 12 / Kamennoostrovsky-Straße 15
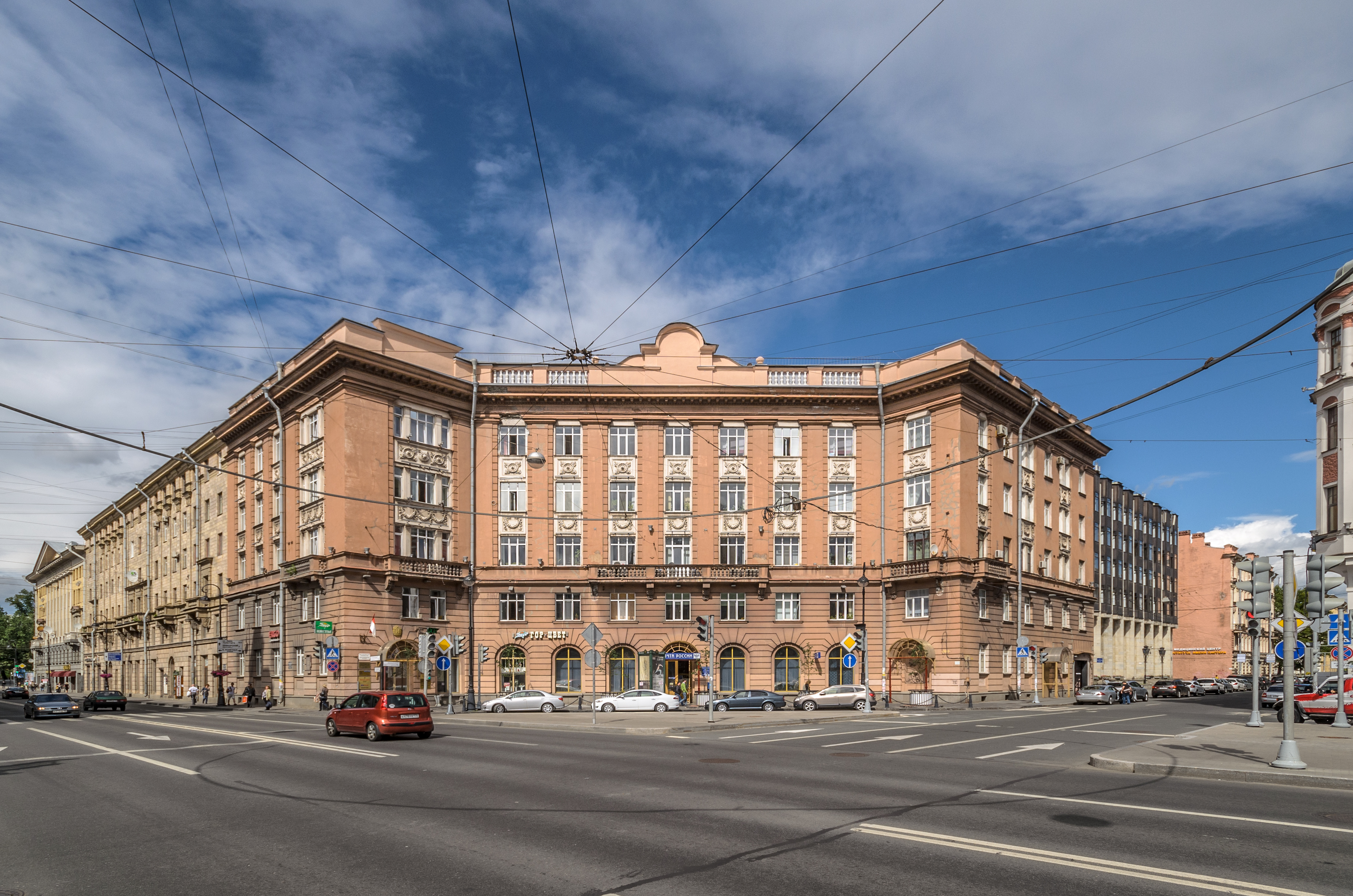
Kamennoostrowski-Prospekt 15 / Mira-Straße 12. Von den Architekten O.I. Guriev und A.P. Scherbionk entworfenes Haus, Blick vom Österreichischen Platz